# Alfred Hurtig
Alfred Hurtig (* 6. února 1850 Manětín – † 4. srpna 1912 Praha) byl český geodet, kartograf a urbanista. Působil jako hlavní geometr a později stavební rada pražského stavebního úřadu. Známý je především svými podrobnými polohopisnými plány Prahy a jejích rychle se rozvíjejících předměstí na přelomu 19. a 20. století. Byl také autorem vítězných projektů asanace pražského Podskalí, Starého Města a Josefova.

## Život
Narodil se 6. února 1850 v západočeském Manětíně do rodiny berního (dle některých zdrojů též báňského) kontrolora Karla Hurtiga († 1883) a jeho ženy Antonie (1822–1891), rozené Řitké. Po absolvování vyšší reálné školy v Písku složil geometrovské (zeměměřičské) zkoušky na pražské polytechnice. Po studiích působil jako geometr u několika soukromých stavebních firem. V roce 1874 vstoupil do služeb pražské obce, kde působil nejprve jako kreslič při technickém oddělení hospodářského úřadu, od roku 1883 v nově zřízeném stavebním úřadu jako kartograf a později geometr. Od roku 1888 vedl nově zřízený geometrický odbor stavebního úřadu. Roku 1895 byl jmenován vrchním geometrem a v roce 1907 povýšen na stavebního radu; o rok později byl po 33 letech služby penzionován. Zemřel v Praze 4. srpna 1912 v nemocnici u Milosrdných bratří. Pohřben byl v Lišově.
V roce 1875 se oženil za soukromnici Alžbětu (Elišku), rozenou Čermákovou (1854–1919). V témže roce se manželům narodila dcera Marie (* 25. srpna 1875), později provdaná Baušová. V roce 1888 byli manželé Hurtigovi soudně rozvedeni.

## Kartografické dílo
Hurtig se specializoval na podrobnou kartografii metropole, vedle stavebního úřadu hlavního města Prahy jeho plány vycházely například u nakladatelů Františka Kytky, Václava Neuberta, Josefa R. Vilímka, nebo vlastním Hurtigovým nákladem u tiskaře Aloise Wildnera. V letech 1881–1912 vydal minimálně 23 polohopisných plánů Prahy a okolí v měřítcích 1 : 4 000 a 1 : 10 000, které byly průběžně aktualizovány a znovu vydávány. Jeho mapy byly v některých případech doplňovány o demografické statistiky (údaje ze sčítání lidu 1890 a 1908) popřípadě adresáře a zachycovaly jak stávající stav, tak plánované regulační zásahy.
Díky přesnosti a pravidelné aktualizaci sloužily Hurtigovy mapy jako klíčový podklad pro regulační plány i správu rychle rostoucích pražských předměstí a zachycují proces, jenž vyústil ve vznik tzv. Velké Prahy v roce 1922. Plány dokumentují rovněž územní změny spojené s bouráním městského opevnění a asanací Podskalí a Josefova, stejně jako rozvoj infrastruktury a demografické změny.

### Asanační plány
V roce 1886 získal projekt „Nám i budoucím,“ vypracovaný společně Alfredem Hurtigem, městským inženýrem Janem Heidem a architektem Matějem Štruncem, ve veřejné soutěži na úpravu Podskalí první místo s odměnou 600 zlatých. S projektem „Finis Ghetto“ uspěl stejný tým v roce 1887 rovněž v soutěži s odměnou 800 zlatých na asanaci pražského Starého Města a Josefova.

### Vybraná publikovaná díla
- Okolí pražské (1881; měř. 1 : 25 000)
- Polohopisný plán královského hlavního města Prahy (1884, 1891; 9 listů; měř. 1 : 4 000)
- Plán Prahy s okolím (1885, 1886, 1889, 1893; měř. 1 : 10 000)
- Král. hlavní město Praha s okolím r. 1908 (měř. 1 : 10 000)
- Plán Prahy a obcí sousedních (1912; měř. 1 : 10 000)
- Hurtigův Schematismus Prahy a předměstí (1889)

## Galerie

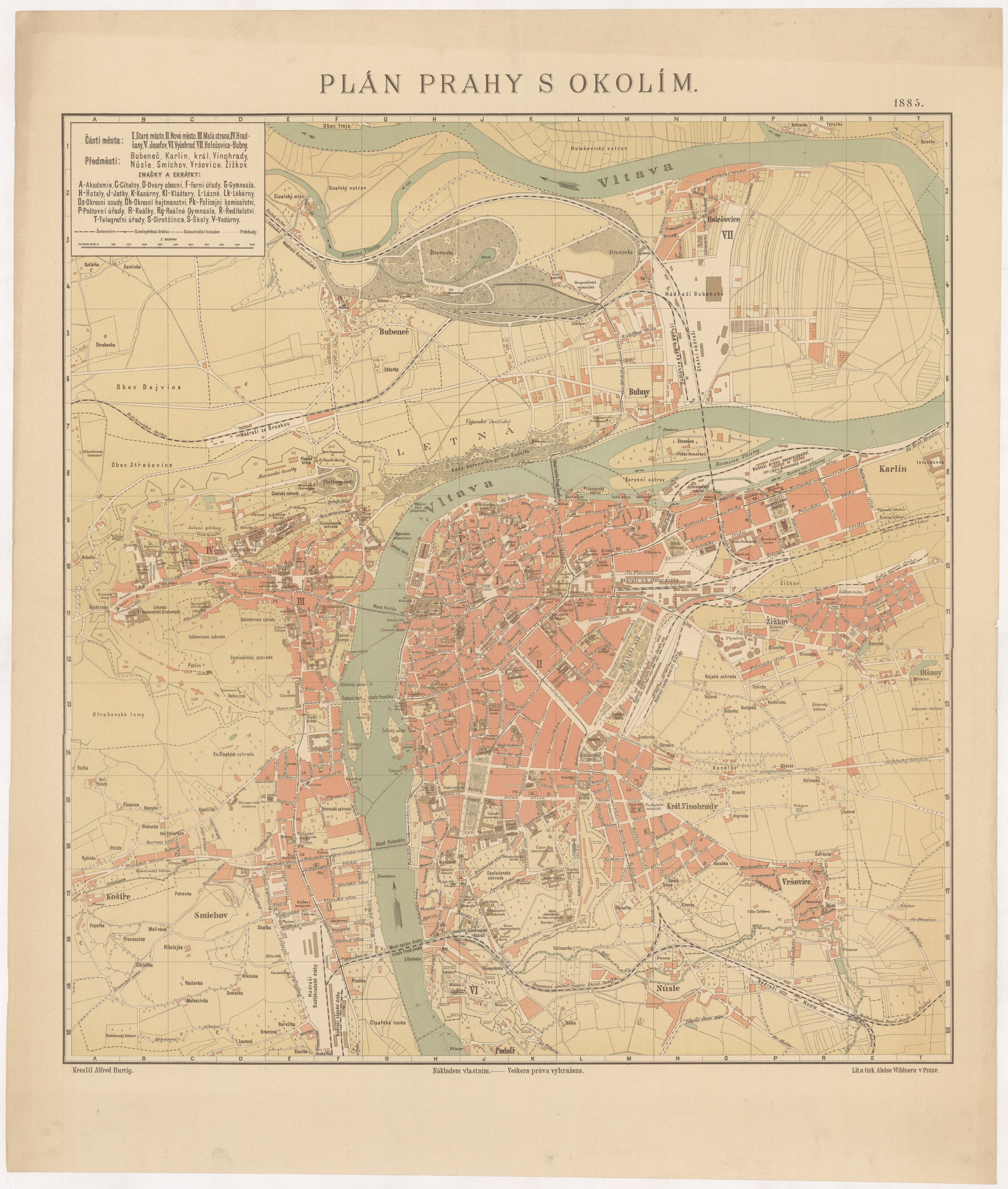
Plán Prahy s okolím (1885)
Plán Prahy a obcí sousedních (1912)